# Stazione di Emmenbrücke
La stazione di Emmenbrücke è una stazione ferroviaria della linea Olten-Lucerna, a servizio del comune di Emmen, dalla quale si dirama la Seetalbahn per Lenzburg.
È gestita dalle Ferrovie Federali Svizzere (FFS).

## Storia
La stazione fu aperta al servizio pubblico il 9 giugno 1856 assieme alla ferrovia proveniente da Olten e Aarburg, costruita e gestita dalla Schweizerische Centralbahn (SCB). Rimase scalo di testa fino al 1º giugno 1859 quando fu aperta la tratta per Lucerna.
Nel 1883, divenne capolinea della ferrovia per Lenzburg e Wildegg. Questa linea fu costruita utilizzando parte del tracciato della Seetalstrasse che collega anch'essa Emmen a Lenzburg. La parte del tracciato in uscita dalla stazione, peraltro lato Lucerna, e che attraversava il centro abitato di Emmen fu considerato troppo pericoloso: nel 1998, fu sostituito da un tracciato completamente separato da quello stradale che si dirama dalla ferrovia Olten-Lucerna all'altezza del posto di movimento di Hübeli, istituito appositamente, e che si reimmette sul tracciato originale all'altezza della stazione di Waldibrücke.

## Strutture ed impianti

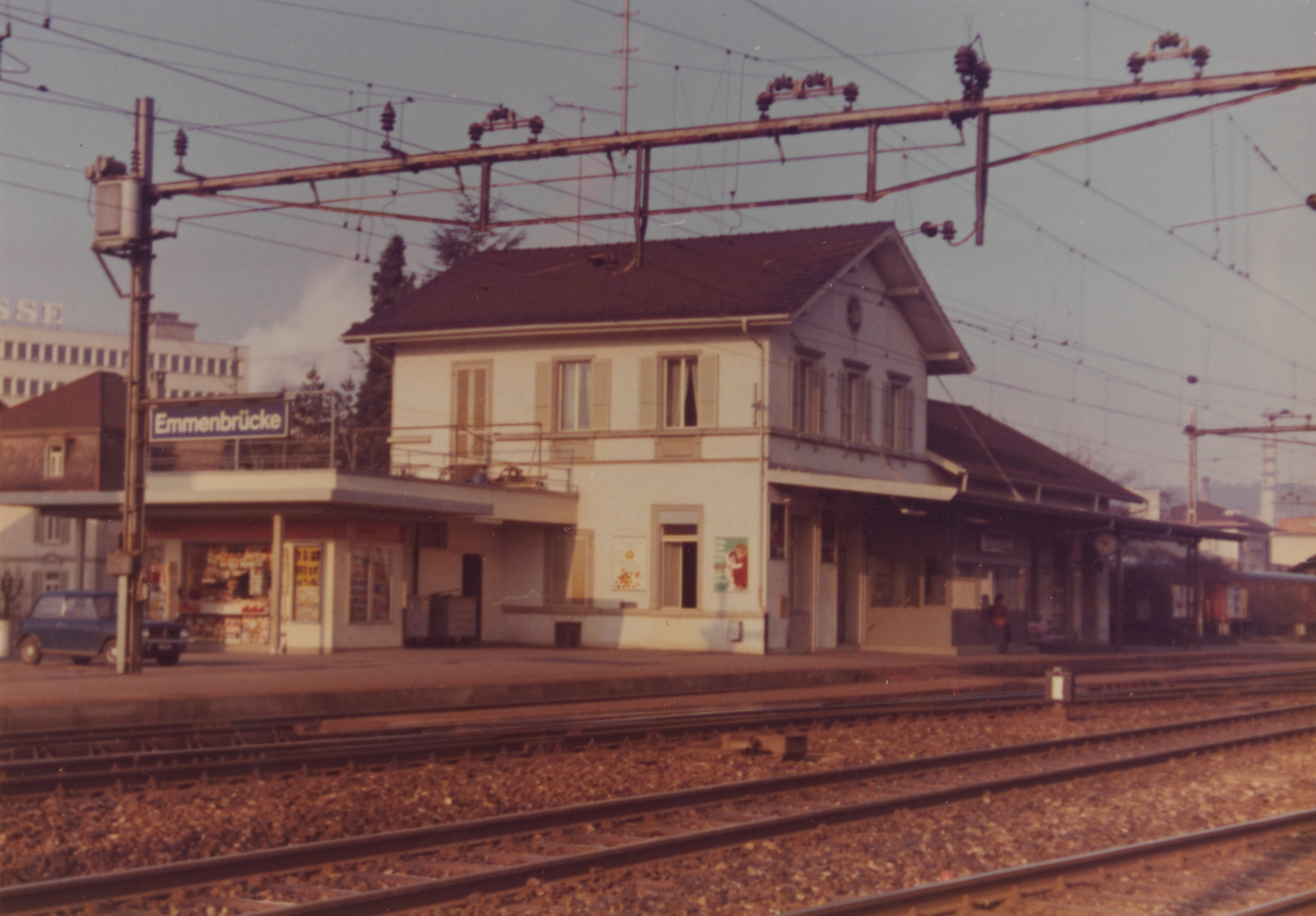
Il fabbricato viaggiatori nel 1975

Il piazzale è composto da diversi binari. Quelli adibiti al servizio passeggeri sono tre: i due di corsa della linea ferroviaria e un terzo binario, di raddoppio, serviti da due banchine collegate tra loro da un sottopasso. In asse al fabbricato viaggiatori è presente un quarto binario da cui si dirama, lato Lucerna, il raccordo per la sottostazione elettrica.
Lato Rothenburg, è presente un altro raccordo diretto alla Swissteel di Littau.

## Movimento

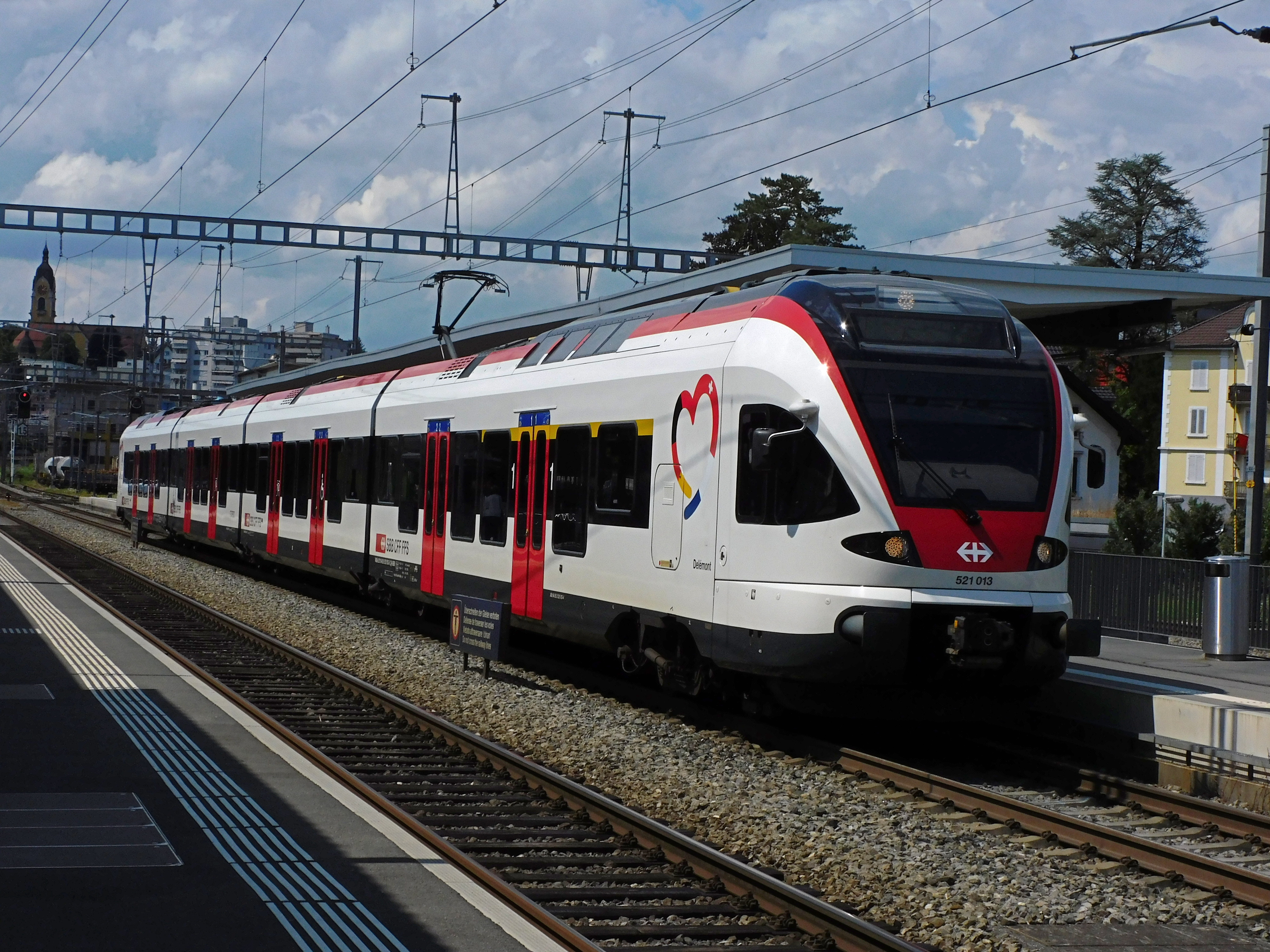
Un RABe 521 delle SBB in sosta sul secondo binario

La stazione è servita dalle seguenti linee della rete celere di Lucerna:
- S1 (Sursee-Lucerna-Baar)
- S9 (Lucerna-Lenzburg)
- S99 (Lucerna-Hochdorf)

## Servizi
- Biglietteria automatica
- Servizi igienici
- Sala d'attesa
- Supermercati

## Interscambi

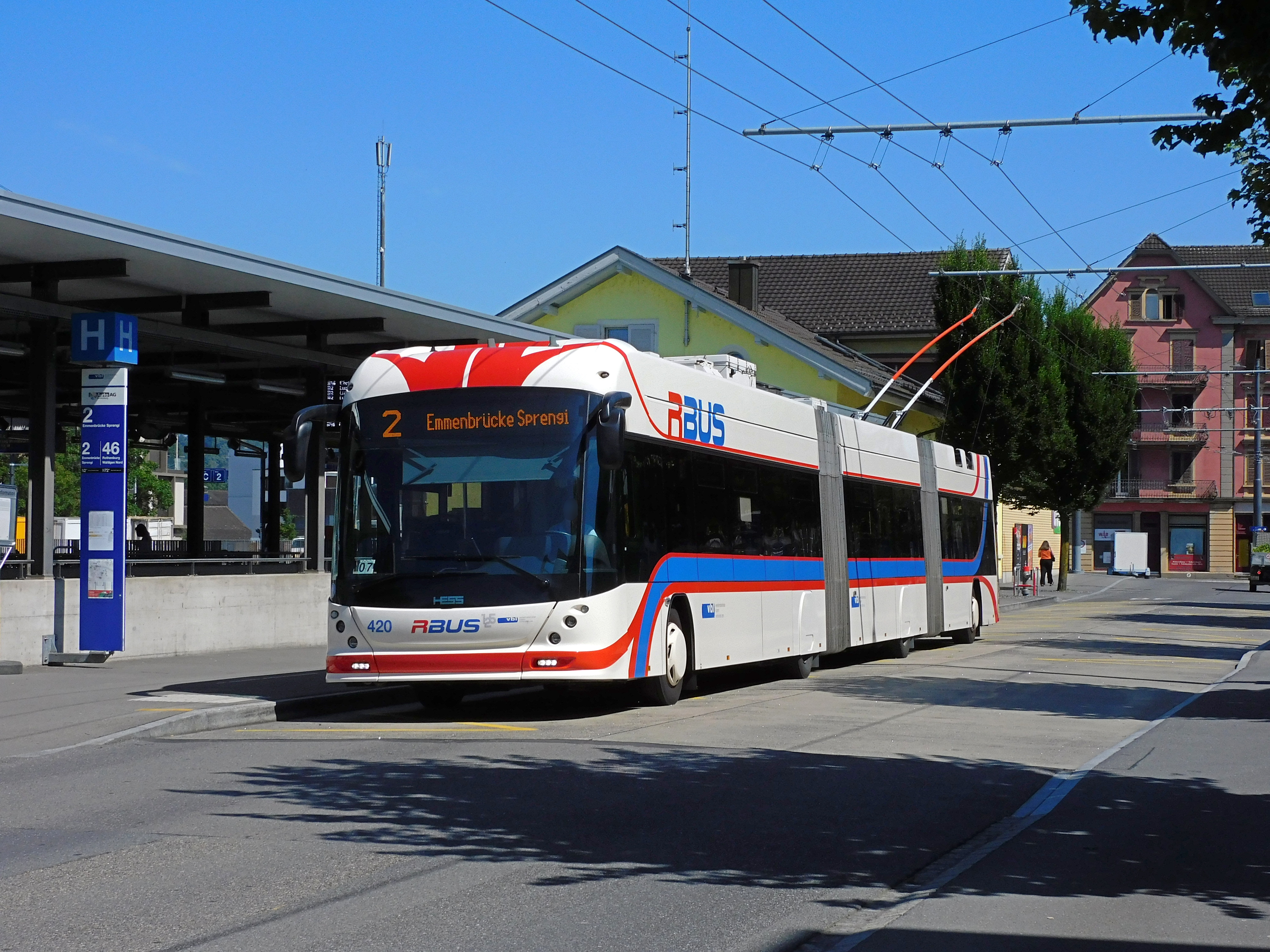
Un Lightram della VBL in sosta alla fermata di Emmenbrücke Bahnhof

- Fermata filobus (Emmenbrücke Bahnhof, linea 2)
- Autobus urbani